# Demerary
Demerary, ook wel Demerarij (Engels: Demerara) was tot 1815 een Nederlandse kolonie aan de noordkust van Zuid-Amerika. Demerary lag naast de oudere, Zeeuwse kolonie Essequebo (Engels: Essequibo). Officieel heetten zij tezamen de kolonie 'Essequebo en Demerary'. Tot 1815 vormden deze gebieden onderdeel van Nederlands-Guiana (verzamelnaam).

## Ontstaan en groei
In 1745 stelde de kamer van de West-Indische Compagnie (WIC) in Zeeland de rivier Demerara open voor de vaart, exploitatie en aanleg van plantages. De oproep tot vestiging in de kolonie vond veel gehoor bij Britse planters, komende van Barbados. Het Britse element in dit deel van de kolonie was erg groot. De kolonie groeide snel en na ongeveer 20 jaar had Demerary Essequebo voorbijgestreefd. In 1772 werd de Raad van Politie opgericht in Stabroek om te dienen als wetgevende macht.
Na 1780 werd een kleine hoofdstad gevormd dicht bij de monding van de rivier. Deze kreeg in 1784 de naam Stabroek, vernoemd naar een van de bewindhebbers van de WIC.

## De Britten

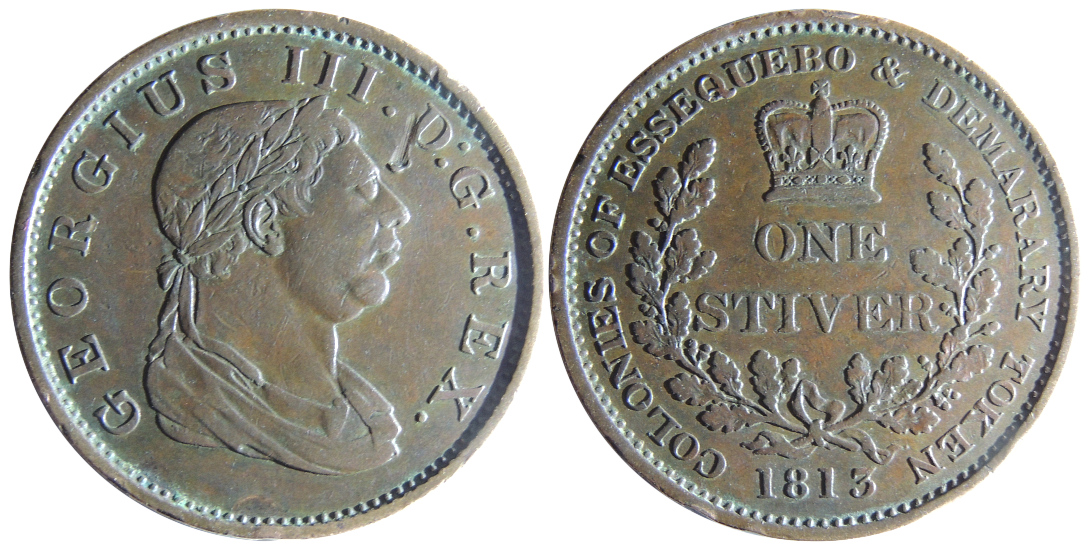
Een munt van 1 stuiver geslagen voor de verenigde kolonie Demerary-Essequibo in 1813.

Van 1796 tot 1802 bezetten de Britten Demerary, Essequebo en Berbice. Bij de Vrede van Amiens gaven ze deze drie kolonies terug aan de Bataafse Republiek. Op 3 december 1802 werden de koloniën opgedragen aan het Bataafse bewind. De vrede was slechts van korte duur en op 19 september 1803 werden Demerary en Essequebo opnieuw bezet door Britse troepen. 
In 1812 werd de hoofdstad Stabroek omgedoopt tot Georgetown. Bij de conferentie te Londen in 1814 werd afgesproken Demerary, Essequebo en Berbice af te staan aan het Verenigd Koninkrijk. Deze afspraak werd bekrachtigd op het Congres van Wenen, en werd op 20 november 1815 officieel. Demerary, Essequebo en Berbice werden in 1831 samengevoegd tot de kolonie Brits-Guiana.

## Slavenopstanden
Demerary kende drie grote slavenopstanden. In 1772 en in 1795 in West-Demerary en in 1823 aan de oostkust van de kolonie. Hoewel deze opstanden snel en bloedig werden neergeslagen, hebben ze volgens historicus Winston McGowan op de lange termijn effect gehad op het afschaffen van de slavernij.
De opstand van Demerara in 1823 is een van de grootste opstanden van Afrikaanse slaven in de geschiedenis van de Amerika’s. Naar schatting hebben 11.000 tot 12.000 mensen van ongeveer 55 plantages eraan deelgenomen. Het was daarbij de eerste keer in de geschiedenis van het Caribisch gebied dat gekerstende slaven een leidende rol speelden in een opstand. 
De Britten beschouwden John Smith, een blanke predikant van de London Missionary Society, als de belangrijkste aanstichter. Smith werd veroordeeld tot ophanging, maar stierf in de gevangenis aan een ziekte. Smith's rol in de opstand en zijn veroordeling leidde in het Britse parlement en daarbuiten tot veel discussie over het kwaad van slavernij. Dit speelde een rol bij het beïnvloeden van de beslissing in 1833 om de slavernij in het Britse rijk af te schaffen met ingang van 1 augustus 1834. Voor de Afrikaanse slaven volgde een periode van vier jaar gedwongen werken (in het Engels 'apprenticeship') op de plantages. Op 1 augustus 1838 kregen zij hun vrijheid.
Thans wordt Quamina Gladstone beschouwd als de werkelijke leider van de opstand. Na de onafhankelijkheid van Guyana, in 1966, werd hij uitgeroepen tot nationale held. In de hoofdstad Georgetown zijn straten en monumenten naar hem vernoemd.

## Nederlandse plantages
Volgens het Centre for the Study of the Legacies of British Slavery telde Demerary en Essequibo tezamen 362 plantages. Veel daarvan waren en bleven in Nederlandse handen na de machtsovername door de Engelsen.

## Brits-Guiana
Op 21 juli 1831 gingen Demerary-Essequibo en Berbice samen op in Brits-Guiana, nu de Coöperatieve Republiek Guyana. In 1838 werd Demerary tot een van de drie provincies van Guyana gemaakt, de andere twee waren Berbice en Essequibo. 
In 1958 werden de provincies afgeschaft en werd Guyana onderverdeeld in negen districten. Het oude Demerary raakte opgedeeld in de administratieve regio's Demerara-Mahaica, Essequibo Islands-West Demerara, en Upper Demerara-Berbice. In 1971 werd Guyana heringedeeld in zes districten en in 1980 nog een keer, nu in tien districten. Elk district valt onder een Regional Executive Office, onder gezag van het Ministry of Local Government.

## Bestuurders van Demerary
Demerary werd oorspronkelijk bestuurd als onderdeel van Essequebo. Vanaf 1803 werd de kolonie weer gemeenschappelijk bestuurd met Essequebo. De kolonie werd bestuurd door de volgende bestuurders:
- Jonathan Samuel Storm van 's Gravesande (1750–1761)
- Laurens Lodewijk van Bercheijk (1761–1765)
- Jan Cornelis van den Heuvel (1765–1770)
- Paulus van Schuylenburgh (1772–1781)
- Robert Kingston (1781–1782)
- Louis Antoine Dazemard de Lusignan (1782)
- Armand Guy Simon de Coëtnempren (1782)
- Georges Manganon de la Perrière (1783–1784)
- Joseph Bourda (waarnemend) (1784–1785)
- Jan L'Éspinasse (1785–1789)
- Albertus Backer (1789–1793)
- Willem August Sirtema baron van Grovestins (1793–1795)
- Antony Beaujon (1795–1802)
- Antony Meertens (1802–1803)

Gemeenschappelijk bestuurd met Essequebo
- Robert Nicholson (1803–1804)
- Antony Beaujon (1804–1805)
- James Montgomery (waarnemend) (1805–1806)
- Henry William Bentinck (1806–1812)
- Hugh Lyle Carmichael (1812–1813)
- E. Codd (waarnemend) (1813)
- John Murray (1813–1824)
- Benjamin d'Urban (1824–1831)

## Geboren in Demerary
- Adolf Willem Storm van 's Gravesande (Demerara, 26 januari 1817 - Lonneker, 21 september 1893) was de eerste burgemeester van kleur in Nederland.[9][10]

Gouvernementen: Goudkust* · Nederlands Brazilië · Nederlandse Antillen · Nederlands-Guiana (Berbice* · Cayenne · Demerary* · Essequebo* · Pomeroon · Suriname*) · Nieuw-Nederland
Gebieden met een directeur: Maagdeneilanden
Gebieden met een baron: Tobago (geleend aan Cornelis Lampsins)
Factorijen / handelsposten: Arguin · Loango-Angolakust · Senegambia · Slavenkust
Gouvernementen: Amboina* · Banda* · Batavia* · Ceylon · Coromandelkust* · Formosa · Java's Noordoostkust* · Kaapkolonie* · Makassar* · Malakka* · Mauritius · Molukken*
Directoraten: Vestingen in Bengalen · Vestingen in Perzië · Suratte
Commandementen: Bantam* · Malabar · Sumatra's Westkust*
Residenten: Bandjarmasin* · Cheribon* · Palembang* · Pontianak*
Gebieden met een opperhoofd: Birma · Dejima* · Vestingen in Siam · Timor · Tonquin
Factorijen: Vestingen in China
Nederzettingen: Amsterdam eiland (incl. Smeerenburg) · Jan Mayen
Vestingen: Acadia · Fort Nassau · Zoutpannen in Venezuela
*: Gebieden ook in handen van de Bataafse Republiek geweest.